# 이정우 (1991년)
이정우(李政祐, 1991년 ~ )는 제31대, 32대, 35대, 36대 고려대학교 일반대학원 총학생회장이다.

## 학력
- 평택고등학교 졸업 (56회)
- 국립 강원대학교 정치외교학과 졸업
- 고려대학교 정치외교학과 석사
- 고려대학교 정치외교학과 박사과정 재학 (비교정치전공)

## 활동
이정우는 강원대학교 정치외교학과를 졸업하고 고려대학교 정치외교학과에서 석사학위를 취득하였다. 제31대 고려대학교 일반대학원 총학생회장이었던 김종경이 외국인 등록금 인상에 대한 찬성 논란으로 자진 사퇴하는 사태가 벌어져 임시 총학생회장으로 취임하였다. 그 이후 고려대학교 일반대학원 전체 과대표자회의의 인준으로 제31대 고려대학교 일반대학원 총학생회장으로 정식 취임하였다. 이정우는 제31대 일반대학원 총학생회를 재정비하고 주요 공약 사항으로 대학원 등록금, 입학금 동결과 인권 문제 집중을 제시하였다. 이후 남은 제31대의 임기를 채우고 제32대 총학생회장단 선거 출마에 도전하여 재선에 성공하였다.
이정우는 대학원생 인권 문제와 권리 강화에 신경을 써서 관련된 관련 토론회에 참석하였으며, 특히 민주노총 전국공공운수노동조합 전국대학원생노동조합지부와 함께 강사법 문제와 대학원생 인권 문제에 집중하였다. 정론관의 기자회견에서 이정우는 "대학원생들이 원치 않는 노동에 시달리는 환경을 `배움`으로 포장하고 있다"며 고려대학교 일반대학원 총학생회에서 실시한 대학원생 실태조사 결과를 내어놓기도 하였다.
석사학위 취득 후에는 별다른 소식이 없다가 박사과정으로 입학한 듯하다. 2021년 9월, 제35대 고려대학교 일반대학원 총학생회장에 재출마하여 당선되었다. 대학원생을 위한 학생상담센터 개소, 대학원생 권리장전 선포를 주요 공약으로 내세우고 활동하고 있다.

## 저술 논문
- 이정우, 2020, "권위주의 국가의 선거 제도와 보건 지출", 고려대학교 정치외교학과 석사학위논문.
- Jeong Woo Lee, 2019, "Education Level of Constituencies, Accountability, and Presidential Impeachment Voting in New Democracies: Evidence from the Philippine House of Representatives", <동남아시아연구> 제29권 2호.
- 전상현, 이정우, 2018 "베트남과 필리핀의 대중국 전략 비교 연구: 남중국해 해양 분쟁에 대한 대응을 중심으로", <동남아시아연구> 제28권, 제4호, 31-76.
- Kirstie Dobbs and Jeong Woo Lee, 2017, "Puzzling Policy Shifts: Fickle Western Support of Democracy Promotion in Economically Sailent Countries", Politikon: IAPSS Journal of Political Science, Vol. 32, 42-59.[9]